# 레드 (2010년 영화)
레드(RED)는 2010년 개봉한 미국의 영화이다. 2013년 속편인 《레드: 더 레전드》가 공개되었다.

## 출연
- 브루스 윌리스 - 프랭크 모지스 (Frank Moses)
- 존 말코비치 - 마빈 보그스 (Marvin Boggs)
- 헬렌 미렌 - 빅토리아 윈즐로 (Victoria Winslow)
- 메리루이즈 파커 - 세라 로스 (Sarah Ross)
- 모건 프리먼 - 조 매시슨 (Joe Matheson)
- 칼 어번 - 윌리엄 쿠퍼 (William Cooper)
- 리베카 피전 - 신시아 윌크스 (Cynthia Wilkes)
- 리처드 드레이퍼스 - 알렉산더 더닝 (Alexander Dunning)
- 브라이언 콕스 - 이반 시마노프 (Ivan Simanov)
- 줄리언 맥마흔 - 로버트 스탠턴 (Robert Stanton)
- 제임스 리마 - 게이브리얼 싱어 (Gabriel Singer)